# Molí de Taüll
El Molí de Taüll és una obra del municipi de la Vall de Boí (Alta Ribagorça) protegida com a bé cultural d'interès local.

## Descripció

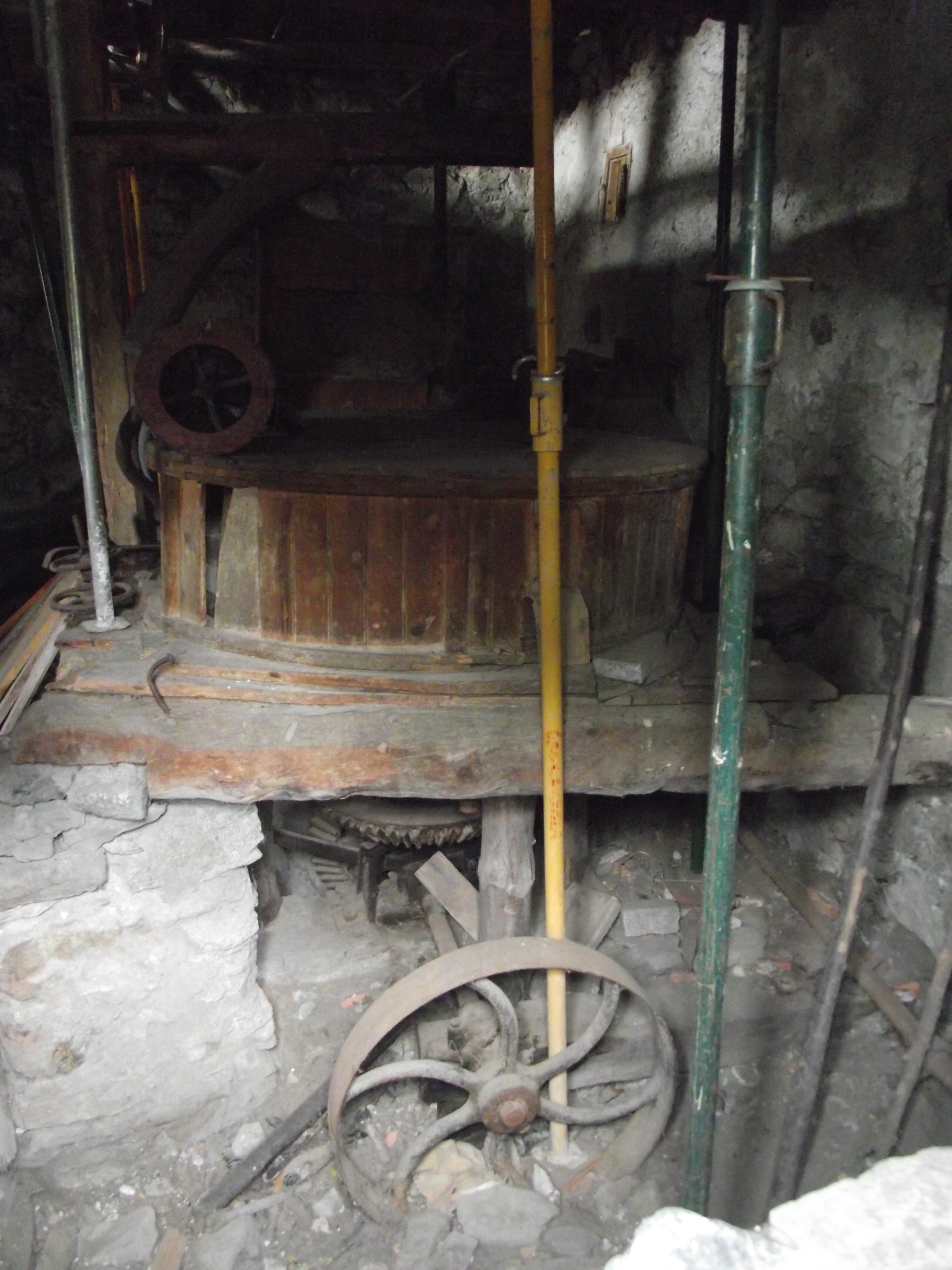
Interior del molí

El conjunt de la mola de Taüll està format pel molí, el sistema de captació i conducció d'aigua des del torrent fins a l'edifici. El sistema hidràulic de la mola i el generador elèctric. El molí és un edifici aïllat, de planta quadrada, al costat d'un riuet amb dues plantes d'alçada: planta baixa i altell. Està construït amb pedra granítica i estructura de fusta en el forjat, dintells i coberta (encavallades de fusta). La coberta, a quatre vessants, és de pissarra del país. Les peces estan col·locades sobre cabirons i taulons de fusta. Una llucana sobre la teulada de ventila l'edifici sobre el faldó sud. Dins encara es conserva tot l'instrumental propi del molí, que també és de fusta.

## Història
Aquest conjunt, construït a inicis del segle xx, promogut pels veïns, avui representats pels agrupats dins de la societat La Electro-Molinera de Taüll 1927.